# Капиталистическая партия

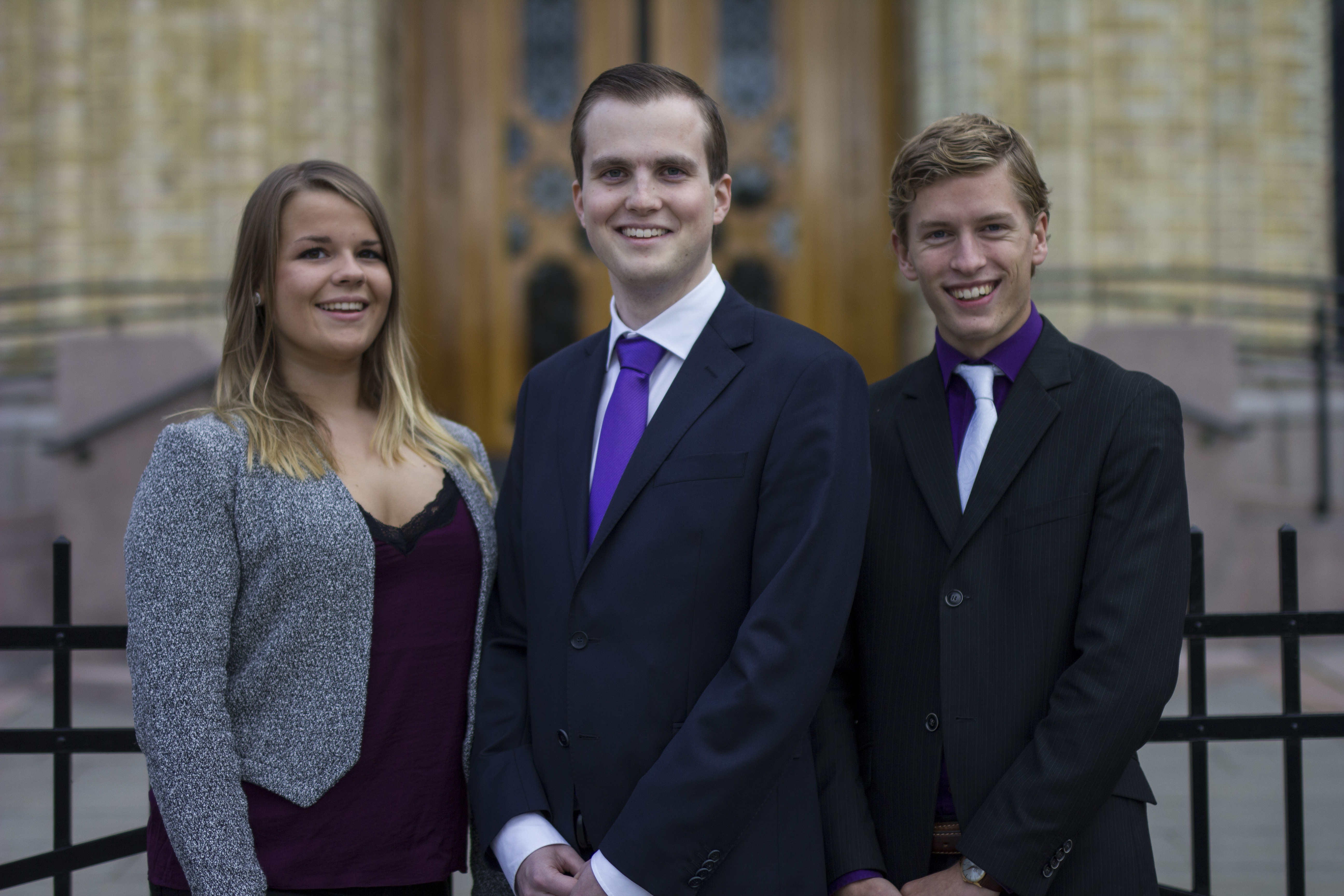
Первое лидерство партии, перед зданием парламента: Агнетте Юнсен, Эспен Хаген Хаммер и Петтер Хагелиен (лидер Капиталистической молодёжи)

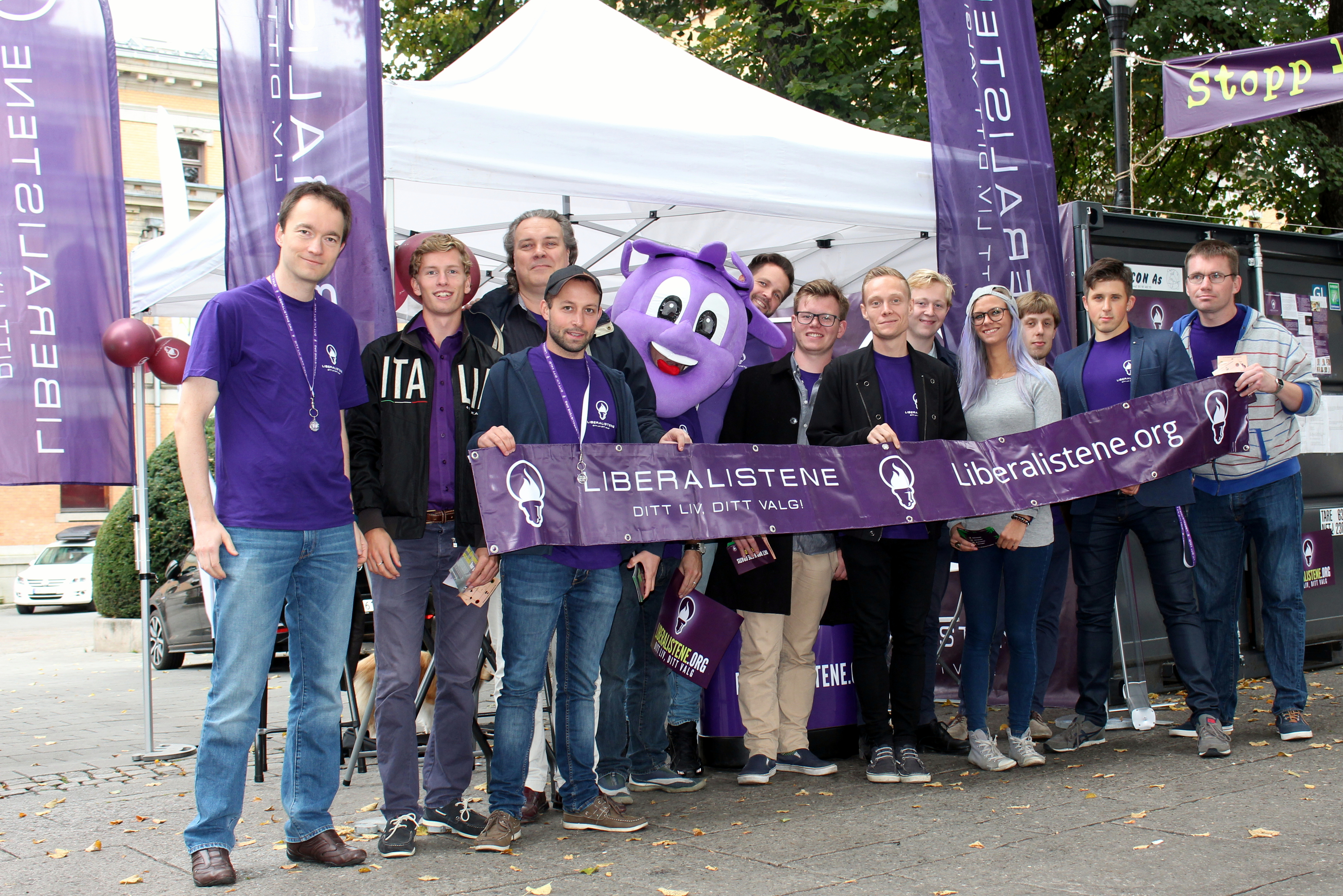
Члены и маскот Либертиниус на Улице Карла-Юхана

Капиталистическая партия или Либертарианцы (норв. Liberalistene, нюнорск Liberalistane, англ. Capitalist Party) — норвежская либертарианская политическая партия, основана в 2014 году.
Партия имеет молодёжное крыло Капиталистическая молодёжь (норв. Liberalistisk Ungdom), основанное в 2004 году.
Партия приняла участие в местных парламентских выборах в Осло в 2015 году. Официально была зарегистрированная в 2016 году, что даёт право на участие в национальных выборах в Парламент Королевства Норвегии, которые состоялись в 2017 году. На выборах партия набрала 0,2 % голосов и не получила мандатов.
На парламентских выборах в 2021 году получила 4326	голосов избирателей или 0,1 %, не получив представительство в парламенте Норвегии.

## Лидеры центральной партии
| Период    | Лидер                                   | Вицелидер                       | Секретарь                     |
| --------- | --------------------------------------- | ------------------------------- | ----------------------------- |
| 2014-2015 | Эспен Хаген Хаммер (Espen Hagen Hammer) | Агнетте Юнсен (Agnethe Johnsen) | Ейгил Кныдсен (Eigil Knudsen) |
| 2015-2016 | Арнт Рыне Флекста (Arnt Rune Flekstad)  | Руал Рибе (Roald Ribe)          | Ейгил Кныдсен (Eigil Knudsen) |
| 2016-2017 | Арнт Рыне Флекста (Arnt Rune Flekstad)  | Руал Рибе (Roald Ribe)          | Ейгил Кныдсен (Eigil Knudsen) |
| 2017-2018 | Арнт Рыне Флекста (Arnt Rune Flekstad)  | Руал Рибе (Roald Ribe)          | Гейр Хокснес (Geir Hoksnes)   |

## Сайты
- Liberalistene.org
- Facebook.com/Liberalistene